# Jukena
Jukena (en népalais : जुकेना) est un comité de développement villageois du Népal situé dans le district d'Arghakhanchi. Au recensement de 2011, il comptait 6 647 habitants.